# زنوو تی‌اس۱
زنوو تی‌اس۱ جی‌تی (به انگلیسی: Zenvo TS1 GT) یک خودروی اسپورت تولید محدود است که توسط سازنده خودرو دانمارکی زنوو ساخته شده‌است. این خودرو در نمایشگاه خودروی ژنو ۲۰۱۶ رونمایی شد. اگرچه تی‌اس۱ جی‌تی دارای شاسی و بدنه مشابهی با مدل قبلی خود اس‌تی۱ است، اما پیشرانه جدید و فضای داخلی ارتقا یافته آن باعث شده‌است که نام مدل جدید همراه با صلاحیت «گرند تورر» را به خود اختصاص دهد. برنامه‌ریزی شده‌است که تولید این خودرو به ۵ دستگاه در سال محدود شود که نسبت به کل تولید محدود ۱۵ خودروی قبلی خود افزایش یافته‌است.

## مشخصات فنی

### موتور
زنوو تی‌اس۱ جی‌تی مجهز به یک موتور ۵٫۸ لیتری وی۸ با سوپرشارژ دوقلو است که در داخل ساخته شده‍است، با توان ۸۲۳ کیلووات (۱٬۱۱۹ اسب بخار متری؛ ۱٬۱۰۴ اسب بخار) در ۷٬۱۰۰ دور در دقیقه و ۱٬۱۳۹ نیوتن متر (۸۴۰ پوند نیرو-فوت) گشتاور نیرو در ۵٬۵۰۰ دور در دقیقه. موتور دارای موقعیت نصب شده در وسط عقب است.

### جعبه‌دنده و تعلیق
تی‌اس۱ جی‌تی مجهز به جعبه‌دنده ۷ سرعته خودکار دوکلاچه با چرخ دنده‌های سگ مارپیچ است. گیربکس با دیفرانسیل لغزش محدود Torsen جفت می‌شود و کلاچ از دو دیسک ۲۴۰ میلیمتر (۹٫۴ اینچ) تشکیل شده‌است. این خودرو از سامانه تعلیق دوبل جناغی همراه با کمک فنرهای قابل تنظیم و میله‌های ضد غلتک ترکیبی در محورهای جلو و عقب استفاده می‌کند. یک مکانیزم بالابر هیدرولیکی می‌تواند محور جلو را ۵۰ میلی‌متر برای فاصله بیشتر از زمین بالا ببرد.

### چرخ‌ها
تی‌اس۱ جی‌تی مجهز به چرخ‌های آلومینیومی فورج شده با قطر ۴۸۳ میلیمتر (۱۹ اینچ) در جلو و ۵۰۸ میلیمتر (۲۰ اینچ) در عقب است. این خودرو از لاستیک‌های میشلین پایلوت اسپورت 4S یا پایلوت اسپورت کاپ ۲ با کدهای ۲۶۵/۳۵ ZR 19 در جلو و ۳۴۵/۳۰ ZR ۲۰ در عقب استفاده می‌کند. ترمزها دیسک‌های کربن سرامیکی تهویه‌شونده هستند، با قطر ۳۹۵ میلیمتر (۱۵٫۶ اینچ) در جلو و ۳۸۰ میلیمتر (۱۵ اینچ) در عقب، که هر کدام به کالیپرهای آلومینیومی شش پیستونی مجهز شده‌اند.

### ویژگی‌های داخلی
فضای داخلی زنوو تی‌اس۱ جی‌تی دارای داشبورد و کنسول مرکزی با فیبر کربن و آلکانتارا به‌همراه صندلی‌های سطلی فیبر کربنی برای راننده و سرنشین است. سیستم اطلاعات سرگرمی شامل صفحه نمایش داشبورد، نمایشگر مرکزی و سیستم صوتی آلپاین با اتصال بلوتوث است.

## عملکرد
سازنده ادعا می‌کند حداکثر سرعت محدود الکترونیکی ۳۷۵ کیلومتر بر ساعت (۲۳۳ مایل بر ساعت) برای تی‌اس۱ جی‌تی است. شتاب این خودرو ۰ تا ۱۰۰ کیلومتر در ساعت (۶۲ مایل در ساعت) ۳٫۰ ثانیه است. این ارقام عملکرد بسیار شبیه به ارقام قبلی است.